# Čerťák
Čerťák – kompleks pięciu skoczni narciarskich, zlokalizowany w czeskim Harrachovie, na wysokości 862 m n.p.m., na północnych zboczach Čertovej hory (1021 m n.p.m.).
W skład kompleksu wchodzą:
- skocznia mamucia o punkcie konstrukcyjnym K185 i rozmiarze HS 205 lub 210
- skocznia duża (K120)
- skocznia normalna (K90)
- skocznia średnia (K70)
- skocznia mała (K40)

Podzielony jest on na dwie części: dwa największe obiekty usytuowane są obok siebie w północno-zachodniej części zbocza Čertovej hory, trzy pozostałe skocznie znajdują się natomiast w północno-wschodniej części wzgórza.
Trybuny skoczni wybudowane w 1980 r. mogą pomieścić do 50 tysięcy widzów. Obiekt wyposażony jest w sztuczne oświetlenie, które zostało zainstalowane w 2009 r. Charakterystyczne jest położenie kompleksu – znajduje się dość wysoko i skoczkowie narażeni są na silne boczne podmuchy wiatru; aby zminimalizować jego wpływ, wzdłuż rozbiegu rozwieszono płachty materiału. Na skoczniach mamuciej i dużej w latach 1985–2013 odbywały się konkursy Pucharu Świata.

## Skocznia mamucia

### Historia
Od sezonu 2001/02 do sezonu 2007/08 skocznia była nieużywana, gdyż przechodziła przebudowę, która miała na celu znaczne obniżenie wysokości lotu zawodników. Zawody Pucharu Świata powróciły tu w styczniu 2008 r. Z powodu niekorzystnych warunków atmosferycznych rozegrano tylko jedną serię w niedzielę, 20 stycznia (przełożoną z soboty, 19 stycznia, niedzielny konkurs został odwołany). Ostatnie zawody Pucharu Świata na Čerťáku odbyły się 3 lutego 2013 (rozegrano dwa konkursy jednego dnia). 14 marca 2014 rozegrano na Čerťáku mistrzostwa świata w lotach. Planowane na 15 i 16 marca 2014 trzecia i czwarta seria konkursu indywidualnego oraz konkurs drużynowy zostały odwołane ze względu na niekorzystne warunki atmosferyczne.
Na skoczni Čerťák Robert Mateja jako pierwszy Polak przekroczył granicę 200 metrów, skacząc na odległość 201,5 metra. W 2001 r. podczas dwóch konkursów o Puchar Świata Adam Małysz ustanowił dwukrotnie rekord Polski w długości skoku, oddając najpierw skok na odległość 206,5 metra (był to rekord skoczni), a następnego dnia na odległość 212 metrów. Do Harrachova przyjechało wtedy kilkanaście tysięcy kibiców z Polski. Było to zaledwie tydzień po niespodziewanym tryumfie Małysza w Turnieju Czterech Skoczni, które wywołało efekt małyszomanii.
W 2002 r. podczas treningu przed konkursem o mistrzostwo świata w lotach narciarskich Matti Hautamäki skoczył na odległość 214,5 metra, ustanawiając rekord obiektu. Simon Ammann w 2011 r. skoczył metr dalej niż rekord skoczni, jednak podparł skok. 3 lutego 2013 reprezentant Słowenii Jurij Tepeš uzyskał 220 metrów, ale skoku również nie ustał.
W 2014 r. na skoczni mamuciej zostały oddane ostatnie skoki, od tego czasu jest ona nieczynna. W 2017 roku przez czeską młodzież została podjęta inicjatywa „na mamuta”, która miała na celu zapobiegnięcie całkowitemu zniszczeniu obiektu i zebranie środków na jego przebudowę.  
W 2020 r. Czeski Związek Narciarski i Kraj liberecki zorganizowali przetarg na wykonanie projektu przebudowy kompleksu. Wygrała go polska firma Archigeum z Zielonki pod Bydgoszczą, która ma wykonać projekt do końca 2020 r..

### Parametry skoczni
- Punkt konstrukcyjny: 185 m
- Wielkość skoczni (HS): 210 m
- Długość najazdu: 118,5 m
- Nachylenie najazdu: 35°
- Długość progu: 8 m
- Nachylenie progu: 10,5°
- Wysokość progu: 4,62 m
- Nachylenie zeskoku: 34,5°
- Najdłuższy skok: 220 m Jurij Tepeš  Słowenia (03.02.2013) – upadek

### Lista triumfatorów zawodów
| Data             | Skocznia | Zawody     | 1. miejsce                                                                    | 2. miejsce                                                                    | 3. miejsce                                                                    |
| ---------------- | -------- | ---------- | ----------------------------------------------------------------------------- | ----------------------------------------------------------------------------- | ----------------------------------------------------------------------------- |
| 27-30 marca 1980 | K165     | TLN        | Steve Collins                                                                 |                                                                               |                                                                               |
| 19-20 marca 1983 | K180     | MŚwLN      | Klaus Ostwald                                                                 | Pavel Ploc                                                                    | Matti Nykänen                                                                 |
| 23 lutego 1985   | K180     | PŚ         | Ole Gunnar Fidjestøl                                                          | Miran Tepeš                                                                   | Jiří Parma                                                                    |
| 24 lutego 1985   | K180     | PŚ         | zawody odwołane z powodu zbyt silnego wiatru                                  | zawody odwołane z powodu zbyt silnego wiatru                                  | zawody odwołane z powodu zbyt silnego wiatru                                  |
| 18 marca 1989    | K180     | PŚ         | Ole Gunnar Fidjestøl                                                          | Mike Holland                                                                  | Jan Boklöv                                                                    |
| 19 marca 1989    | K180     | PŚ         | zawody odwołane z powodu zbyt silnego wiatru                                  | zawody odwołane z powodu zbyt silnego wiatru                                  | zawody odwołane z powodu zbyt silnego wiatru                                  |
| 21-22 marca 1992 | K180     | MŚwLN / PŚ | Noriaki Kasai                                                                 | Andreas Goldberger                                                            | Roberto Cecon                                                                 |
| 9 marca 1996     | K180     | PŚ         | Andreas Goldberger                                                            | Christof Duffner                                                              | Jaroslav Sakala                                                               |
| 9 marca 1996     | K180     | PŚ         | zawody odwołane                                                               | zawody odwołane                                                               | zawody odwołane                                                               |
| 6 lutego 1999    | K185     | PŚ         | zawody odwołane; przeniesione na obiekt K120 na następny dzień                | zawody odwołane; przeniesione na obiekt K120 na następny dzień                | zawody odwołane; przeniesione na obiekt K120 na następny dzień                |
| 13 stycznia 2001 | K185     | PŚ         | Adam Małysz                                                                   | Martin Schmitt                                                                | Risto Jussilainen                                                             |
| 14 stycznia 2001 | K185     | PŚ         | Adam Małysz                                                                   | Janne Ahonen                                                                  | Martin Schmitt                                                                |
| 10 marca 2002    | K185     | MŚwLN      | Sven Hannawald                                                                | Martin Schmitt                                                                | Matti Hautamäki                                                               |
| 19 stycznia 2008 | HS205    | PŚ         | zawody odwołane z powodu zbyt silnego wiatru                                  | zawody odwołane z powodu zbyt silnego wiatru                                  | zawody odwołane z powodu zbyt silnego wiatru                                  |
| 20 stycznia 2008 | HS205    | PŚ         | Janne Ahonen                                                                  | Tom Hilde                                                                     | Anders Jacobsen                                                               |
| 8 stycznia 2011  | HS205    | PŚ         | Martin Koch                                                                   | Thomas Morgenstern                                                            | Adam Małysz                                                                   |
| 9 stycznia 2011  | HS205    | PŚ         | Thomas Morgenstern                                                            | Simon Ammann                                                                  | Roman Koudelka                                                                |
| 2 lutego 2013    | HS205    | PŚ         | zawody odwołane; przeniesione na następny dzień i zredukowane do jednej serii | zawody odwołane; przeniesione na następny dzień i zredukowane do jednej serii | zawody odwołane; przeniesione na następny dzień i zredukowane do jednej serii |
| 3 lutego 2013    | HS205    | PŚ         | Gregor Schlierenzauer                                                         | Robert Kranjec                                                                | Jan Matura                                                                    |
| 3 lutego 2013    | HS205    | PŚ         | Gregor Schlierenzauer                                                         | Jan Matura                                                                    | Jurij Tepeš                                                                   |
| 15 marca 2014    | HS205    | MŚwLN-I    | Severin Freund                                                                | Anders Bardal                                                                 | Peter Prevc                                                                   |
| 17 marca 2014    | HS205    | MŚwLN-D    | zawody odwołane z powodu zbyt silnego wiatru                                  | zawody odwołane z powodu zbyt silnego wiatru                                  | zawody odwołane z powodu zbyt silnego wiatru                                  |

* TLN - tydzień lotów narciarskich; MŚwLN – mistrzostwa świata w lotach narciarskich; PŚ – Puchar Świata; D – konkurs drużynowy; I – konkurs indywidualny

### Rekordziści skoczni
| Data             | Zawodnik             | Odległość | Zawody                   |
| ---------------- | -------------------- | --------- | ------------------------ |
| 27 marca 1980    | Armin Kogler         | 176,0 m   | Puchar Świata            |
| 18 lutego 1983   | Pavel Ploc           | 181,0 m   | MŚ w Lotach Narciarskich |
| 23 lutego 1985   | Ole Gunnar Fidjestøl | 183,0 m   | Puchar Świata            |
| 9 lutego 1996    | Roar Ljøkelsøy       | 201,0 m   | Puchar Świata            |
| 9 lutego 1996    | Andreas Goldberger   | 201,0 m   | Puchar Świata            |
| 9 lutego 1996    | Jakub Jiroutek       | 201,0 m   | Puchar Świata            |
| 9 lutego 1996    | Jan Balcar           | 203,0 m   | Puchar Świata            |
| 9 lutego 1996    | Andreas Goldberger   | 204,0 m   | Puchar Świata            |
| 13 stycznia 2001 | Matti Hautamäki      | 205,0 m   | Puchar Świata            |
| 13 stycznia 2001 | Adam Małysz          | 206,5 m   | Puchar Świata            |
| 13 stycznia 2001 | Janne Ahonen         | 206,5 m   | Puchar Świata            |
| 14 stycznia 2001 | Risto Jussilainen    | 212,5 m   | Puchar Świata            |
| 9 marca 2002     | Anders Bardal        | 212,5 m   | MŚ w Lotach Narciarskich |
| 9 marca 2002     | Matti Hautamäki      | 214,5 m   | MŚ w Lotach Narciarskich |
| 18 stycznia 2008 | Thomas Morgenstern   | 214,5 m   | Puchar Świata            |

## Skocznia duża

### Historia
W odróżnieniu od skoczni mamuciej jest skocznią naturalną. Jesienią 2004 r. przeszła niewielką przebudowę. Zeskok obiektu został wyprofilowany i dopasowany do obecnych standardów FIS-u. Punkt konstrukcyjny został przesunięty o 5 m – na 125 m. Najdłuższy i jedyny skok powyżej 150 metrów na tym obiekcie oddał Martin Koch podczas zawodów Pucharu Kontynentalnego w 2004 r. Przed modernizacją, rekord skoczni należał przez wiele lat do Kazuyoshiego Funakiego i wynosił 141,5 m. W sezonie 2004/05 po raz pierwszy od ponad pięciu lat rozegrano na skoczni dużej w Harrachovie zawody Pucharu Świata. 11 grudnia 2004 w pucharowych zawodach zwyciężył Adam Małysz, przerywając serię zwycięstw Janne Ahonena. Dzień później Fin po raz kolejny stanął na najwyższym stopniu podium, a Polak zajął 11. miejsce.
Kolejny Puchar Świata gościł na skoczni 10 i 11 grudnia 2005. 9 i 10 grudnia 2006 miały się tu odbyć kolejne zawody, jednak z powodu braku śniegu i wysokich temperatur panujących w Karkonoszach przygotowanie skoczni stało się niemożliwe i zawody odwołano. Od tego czasu skocznia nie znajdowało uznania FIS-u przy układaniu kalendarza zawodów Pucharu Świata. 12 i 13 grudnia 2009 miały się odbyć kolejne zawody Pucharu Świata na tej skoczni, jednak podobnie jak w 2006 r. zawody odwołano z powodu wysokich temperatur i braku śniegu. Konkursy miały się odbyć już przy nowym sztucznym oświetleniu. Właśnie dzięki nowemu oświetleniu konkursy w Czechach będą odbywały się w lepszym czasie antenowym. Do dyspozycji zawodników będzie również nowa wioska narciarska. Kolejne zawody miały się odbyć 11 i 12 grudnia 2010. Oba konkursy odwołano jednak z powodu niekorzystnych warunków atmosferycznych – silnego wiatru i obfitych opadów śniegu.
Ostatnie zawody Pucharu świata odbyły się na Čertaku w dniach 9-11 grudnia 2011. W konkursach indywidualnych triumfowali Gregor Schlierenzauer oraz Richard Freitag, natomiast w zawodach drużynowych najlepsza okazała się reprezentacja Norwegii.

### Parametry skoczni
- Punkt konstrukcyjny: 120 m
- Wielkość skoczni (HS): 142 m
- Długość najazdu: 115,5 m
- Nachylenie najazdu: brak danych
- Długość progu: brak danych
- Nachylenie progu: 10,5°
- Wysokość progu: 3,9 m
- Nachylenie zeskoku: 37,0°
- Rekord skoczni: 151,0 m – Martin Koch, Austria (17.12.2004)

### Lista triumfatorów w konkursachPucharu Świata
| Data             | Skocznia | Zawody | 1. miejsce                                                                                   | 2. miejsce                                                                                   | 3. miejsce                                                                                   |
| ---------------- | -------- | ------ | -------------------------------------------------------------------------------------------- | -------------------------------------------------------------------------------------------- | -------------------------------------------------------------------------------------------- |
| 10 stycznia 1981 | K120     | PŚ     | Roger Ruud                                                                                   | Armin Kogler                                                                                 | Per Bergerud Hubert Neuper                                                                   |
| 8 stycznia 1983  | K120     | PŚ     | Holger Freitag                                                                               | Markku Pusenius                                                                              | Klaus Ostwald                                                                                |
| 9 stycznia 1983  | K120     | PŚ     | Pavel Ploc                                                                                   | Klaus Ostwald                                                                                | Markku Pusenius                                                                              |
| 14 stycznia 1984 | K120     | PŚ     | Jiří Parma                                                                                   | Jens Weißflog                                                                                | Pavel Ploc                                                                                   |
| 11 stycznia 1986 | K120     | PŚ     | Matti Nykänen                                                                                | Ernst Vettori                                                                                | Jiří Parma                                                                                   |
| 10 stycznia 1988 | K120     | PŚ     | zawody odwołane                                                                              | zawody odwołane                                                                              | zawody odwołane                                                                              |
| 15 stycznia 1989 | K120     | PŚ     | Jan Boklöv                                                                                   | Risto Laakkonen                                                                              | Ladislav Dluhoš                                                                              |
| 12 stycznia 1990 | K120     | PŚ     | Dieter Thoma                                                                                 | Ladislav Dluhoš                                                                              | Jiří Parma                                                                                   |
| 16 stycznia 1993 | K120     | PŚ     | zawody odwołane z powodu braku śniegu                                                        | zawody odwołane z powodu braku śniegu                                                        | zawody odwołane z powodu braku śniegu                                                        |
| 17 stycznia 1993 | K120     | PŚ     | zawody odwołane z powodu braku śniegu                                                        | zawody odwołane z powodu braku śniegu                                                        | zawody odwołane z powodu braku śniegu                                                        |
| 14 grudnia 1996  | K120     | PŚ     | Kazuyoshi Funaki                                                                             | Primož Peterka                                                                               | Takanobu Okabe                                                                               |
| 15 grudnia 1996  | K120     | PŚ     | Primož Peterka                                                                               | Andreas Goldberger                                                                           | Kristian Brenden                                                                             |
| 19 grudnia 1998  | K120     | PŚ     | Janne Ahonen                                                                                 | Ronny Hornschuh                                                                              | Kazuyoshi Funaki                                                                             |
| 20 grudnia 1998  | K120     | PŚ     | Janne Ahonen                                                                                 | Noriaki Kasai                                                                                | Andreas Widhölzl                                                                             |
| 7 lutego 1999    | K120     | PŚ     | Janne Ahonen                                                                                 | Lasse Ottesen                                                                                | Jakub Sucháček                                                                               |
| 11 grudnia 2004  | HS142    | PŚ     | Adam Małysz                                                                                  | Janne Ahonen                                                                                 | Georg Späth                                                                                  |
| 12 grudnia 2004  | HS142    | PŚ     | Janne Ahonen                                                                                 | Roar Ljøkelsøy                                                                               | Jakub Janda                                                                                  |
| 10 grudnia 2005  | HS142    | PŚ     | Andreas Küttel                                                                               | Michael Uhrmann                                                                              | Janne Ahonen                                                                                 |
| 11 grudnia 2005  | HS142    | PŚ     | Jakub Janda                                                                                  | Janne Ahonen                                                                                 | Andreas Küttel                                                                               |
| 9 grudnia 2006   | HS142    | PŚ     | zawody odwołane z powodu braku śniegu                                                        | zawody odwołane z powodu braku śniegu                                                        | zawody odwołane z powodu braku śniegu                                                        |
| 10 grudnia 2006  | HS142    | PŚ     | zawody odwołane z powodu braku śniegu                                                        | zawody odwołane z powodu braku śniegu                                                        | zawody odwołane z powodu braku śniegu                                                        |
| 12 grudnia 2009  | HS142    | PŚ     | zawody odwołane z powodu braku śniegu                                                        | zawody odwołane z powodu braku śniegu                                                        | zawody odwołane z powodu braku śniegu                                                        |
| 13 grudnia 2009  | HS142    | PŚ     | zawody odwołane z powodu braku śniegu                                                        | zawody odwołane z powodu braku śniegu                                                        | zawody odwołane z powodu braku śniegu                                                        |
| 11 grudnia 2010  | HS142    | PŚ     | zawody odwołane z powodu zbyt silnego wiatru; przeniesione na 17 grudnia 2010 do Engelbergu  | zawody odwołane z powodu zbyt silnego wiatru; przeniesione na 17 grudnia 2010 do Engelbergu  | zawody odwołane z powodu zbyt silnego wiatru; przeniesione na 17 grudnia 2010 do Engelbergu  |
| 12 grudnia 2010  | HS142    | PŚ     | zawody odwołane z powodu zbyt silnego wiatru; przeniesione na 23 stycznia 2011 do Zakopanego | zawody odwołane z powodu zbyt silnego wiatru; przeniesione na 23 stycznia 2011 do Zakopanego | zawody odwołane z powodu zbyt silnego wiatru; przeniesione na 23 stycznia 2011 do Zakopanego |
| 9 grudnia 2011   | HS142    | PŚ     | Gregor Schlierenzauer                                                                        | Daiki Itō                                                                                    | Anders Bardal                                                                                |
| 10 grudnia 2011  | HS142    | PŚ-D   | Norwegia Tom Hilde Bjørn Einar Romøren Vegard Sklett Anders Bardal                           | Austria Thomas Morgenstern David Zauner Andreas Kofler Gregor Schlierenzauer                 | Słowenia Jernej Damjan Jure Šinkovec Peter Prevc Robert Kranjec                              |
| 11 grudnia 2011  | HS142    | PŚ     | Richard Freitag                                                                              | Thomas Morgenstern                                                                           | Severin Freund                                                                               |